# Pfandbriefbank schweizerischer Hypothekarinstitute
Die Pfandbriefbank schweizerischer Hypothekarinstitute AG ist eine der zwei Schweizer Pfandbriefinstitute. Sie wurde 1930 gegründet und hat ihren Sitz in Zürich.

## Rechtsgrundlage
Die Rechtsgrundlage für die Pfandbriefbank bildet das Schweizer Pfandbriefgesetz. Dieses beschränkt das Recht zur Ausgabe von Pfandbriefen auf zwei Institute, deren Tätigkeit auf die Emission von Pfandbriefen beschränkt ist. Die andere ist die Pfandbriefzentrale der schweizerischen Kantonalbanken.
Gemäss Pfandbriefgesetz hat die Pfandbriefbank schweizerischer Hypothekarinstitute AG den Zweck, „... dem Grundeigentümer langfristige Grundpfanddarlehen zu möglichst gleichbleibendem und billigem Zinsfusse zu vermitteln.“

## Tätigkeitsgebiet
Zur Erfüllung ihres gesetzlichen Auftrages emittiert die Pfandbriefbank Schweizer Pfandbriefe® und gewährt ihren Mitgliedern Darlehen gegen Grundpfanddeckung zur Mitfinanzierung des Hypothekargeschäftes. Per Ende 2024 hatte die Pfandbriefbank Schweizer Pfandbriefe® im Gesamtwert von 95.3 Milliarden Schweizer Franken mit einem durchschnittlichen Zinssatz von 0.938 % ausstehend.
Die Emissionen der Pfandbriefbank schweizerischer Hypothekarinstitute AG verfügen über ein Aaa-Rating der Ratingagentur Moody’s.
An der Pfandbriefbank beteiligt sind per Ende 2024 Regionalbanken und Sparkassen mit 31,1 %, Raiffeisenbanken mit 22,2 %, Grossbanken mit 25,0 %, andere Banken mit 16,8 %, Ausländisch beherrschte Banken mit 4,8 % und Börsenbanken mit 0,1 % (Einteilung Bankengruppen gemäss SNB).
Bedeutende Aktionäre mit mehr als 5 % der Stimmrechte (Juli 2024):
- UBS Switzerland AG (25.0 %)
- Migros Bank AG (11.0 %)
- Valiant Bank AG (9.9 %)